# Charles Henneberg
Pour les articles homonymes, voir Henneberg.
Charles Henneberg zu Irmelshausen Wasungen, né le 2 novembre 1899 à Wittenberge (Empire allemand) et mort le 20 mars 1959 dans le 8e arrondissement de Paris, est un auteur français de science-fiction. Jusqu'à la mort de Charles en 1959, les romans ont été publiés sous l'unique nom de ce dernier alors qu'il semble que Nathalie en était de fait l'autrice principale ,. Après la mort de son mari, elle publie d'abord sous le double nom de Charles et Nathalie Henneberg, puis sous son nom seul.

## Biographie
Charles, sergent-major de la Légion étrangère française, en Syrie en juin 1936 rencontre Nathalie Novokovski, née à Batoumi (Géorgie) en 1910 de parents russes orthodoxes. La famille de celle-ci avait quitté la Géorgie en 1920 avec les troupes du général Wrangel. Ils se marient le 23 mars 1937 à Damas.

## Analyse de l'œuvre
Sous le nom de Charles Henneberg seul sont parus une série de space operas flamboyants mettant en scène des protagonistes superhéroïques, souvent des soldats ou mercenaires, et remplis de passions violentes et romantiques. La Naissance des Dieux (1954) adaptait les mythologies grecques et nordiques dans un contexte de science-fiction. Échoués sur une autre planète, un scientifique, un astronaute et un poète y découvrent qu'ils peuvent, avec l'aide de leur psychisme, créer la vie et, finalement luttent à qui acquerra la suprématie. Conformément à la philosophie Henneberg, c'est l'astronaute qui est le héros, et le poète le bandit pervers. Le roman gagna ce qui devait devenir le prix Rosny aîné. L'écrivain termina aussi en 1954 deuxième du Grand Prix de la nouvelle policière, avec Du Sang sur les Roses, remis par "Mystère Magazine" et "La Revue internationale de Criminologie", à Genève  .
Le Chant des astronautes (1958) raconte une bataille contre des créatures faites d'énergie qui viennent du système stellaire d'Algol. An premier, Ère spatiale (1959) évoque le premier vaisseau spatial se déplaçant plus vite que la lumière. Finalement, La Rosée du Soleil (1959) évoque les aventures de quatre membres d'équipage d'un vaisseau spatial échoué sur un monde étranger.
Après la mort de Charles, en 1959, Nathalie commence par signer encore Charles puis finit par écrire sous son propre nom.